# Marc Wright
 Ikke at forveksle med Mark Wright.
Snowell "Marc" Wright (21. april 1890 i Chicago – 5. august 1975 i Reading, Massachusetts) var en amerikansk atlet, der hovedsagelig konkurrerede i stangspring.
Wright deltog i stangspring ved OL 1912 i Stockholm, hvor han vandt sølvmedaljen med ett spring på 3,85 m, 10 cm efter vinderen Harry Babcock. Wright var indehaver af den første officielle verdensrekord i stangspring på 4,02 sat 8. juli 1912 i Cambridge USA.
Wright var uddannet fra Dartmouth College i 1913.